# Monte de Gourze
El Monte de Gourze (924 metros) es una montaña en Suiza, con vistas al lago de Ginebra, en el cantón de Vaud.
En la cima se encuentra la torre de vigilancia medieval de Gourze.